# Minotaur IV
A Minotaur IV könnyű, szilárd hajtóanyagú űrhajózási hordozórakéta, melyet a 2010-es évek elejére fejlesztett ki az Egyesült Államokban az Orbital Sciences Corporation. A rakétát a hadrendből kivont LGM–118 Peacekeeper (MX) interkontinentális ballisztikus rakéták átalakításával hozzák létre, az eredeti három fokozatú konstrukciót egy negyedik fokozattal kiegészítve.

## Indítási napló
| Sorszám | Dátum, időpont (GMT) | Starthely         | Teher, megrendelő | Eredmény | Megjegyzés |
| ------- | -------------------- | ----------------- | ----------------- | -------- | ---------- |
| 1.      | 2010. április 22.    | SLC–8, Vandenberg | HTV–2a            | Sikeres  |            |